# Magloire Perinne
Jean-Baptiste Magloire Perinne, né à Lisieux le 27 octobre 1774, mort à Laon le 21 mars 1859, était un fonctionnaire français des finances.

## Biographie
Magloire Perinne était issu d'une modeste famille d'artisans établie à Lisieux depuis le XVIe siècle. Malgré la déficience d'un pied qui lui rendait la marche difficile, son intelligence, son ardeur au travail, mais aussi sa belle voix et son goût pour le chant favorisèrent son ascension sociale.
De son adolescence jusqu'à sa retraite en 1844, il occupa différents emplois dans les administrations fiscales et financières. D'abord commis à la Recette des Tailles (1788), aux Fermes de la Régie à Lisieux, au Directoire du District de Lisieux (1790), à la Recette du District de Pont-l'Evêque (1793), aux Subsistances militaires de Lisieux (1795), à la Recette des Domaines nationaux à Saint-Lô (1797), à la Recette particulière du District d'Avranches (1797), il devint fondé de pouvoir à la Recette générale du Calvados à Caen (1800), à la Recette générale de l'Allier à Moulins (1817), à la Recette générale de la Meurthe à Nancy (1817), en mission à Paris puis à Strasbourg (1821), fondé de pouvoir à la Recette générale de la Somme à Amiens (1822), à la Recette générale de la Charente inférieure à La Rochelle (1825) et pour finir à la Recette générale de l'Aisne à Laon (de 1834 à 1844).
De son mariage à Lisieux en 1801 avec Louise Bouvet (1771-1845), il eut deux fils, Jules (1804-1865) et Emile (1813-1884).
Sa courageuse conduite à Caen en 1815 face aux Prussiens qui voulaient saisir la caisse départementale lui valut la Légion d'honneur.
Entre 1846 et 1849, sous le titre Mes souvenirs à mes fils, Magloire Perinne avait écrit un récit de sa jeunesse dans le Calvados et de sa carrière professionnelle. Ces souvenirs inédits rapportent de nombreuses anecdotes de la vie en Normandie à la fin de l'Ancien Régime et pendant la Révolution. Ils constituent aussi un rare témoignage sur l'évolution des institutions financières françaises sous les régimes successifs, de Louis XVI à Louis-Philippe. Y sont évoquées les pratiques douteuses de certains receveurs généraux tel Henri Pellapra qui fut son patron. Ces souvenirs peuvent venir en complément de ceux du Marquis Charles d'Audiffret.
Magloire Perinne rédigea aussi un étonnant journal d'un séjour qu'il fit dans une "Maison de santé à Paris, du 8 avril au 24 juin 1850". La description méticuleuse des traitements, riche témoignage sur les pratiques médicales de l'époque, y côtoie celle de l'actualité dans la capitale en pleine transformation.
Magloire Perinne avait rédigé une partie de ses souvenirs professionnels en alexandrins. Il s'amusait à composer des chansons "pour circonstances familiales ou administratives" et a écrit deux tragédies. À l'occasion d'une visite de Napoléon Ier à Caen, le jeune fonctionnaire normand avait été invité à chanter en solo devant l'empereur.

## Sources
Des héritiers ont déposé :
- en 2005 et 2009 aux Archives départementales du Calvados (articles 1J_92 puis 1J_93) ses manuscrits  et des documents concernant sa jeunesse et ses ascendants normands.
- en 2006 aux Archives départementales de l'Aisne (cote J 2800) des documents concernant la fin de sa vie et ses descendants établis en Picardie (famille Perinne Delacampagne).